# Marafivirus
Genre
Espèces de rang inférieur
- espèce-type : Maize rayado fino virus

Marafivirus est un genre de virus de la famille des Tymoviridae, qui comprend dix espèces acceptées par l'ICTV. Ce sont des virus à ARN à simple brin à polarité positive, à génome monopartite, classés dans le groupe IV de la classification Baltimore. Ces virus qui infectent les plantes (phytovirus), notamment des monocotylédones, la vigne et des arbres fruitiers.
Les virus du genre Marafivirus sont strictement confinés au phloème des plantes-hôtes infectées et ne sont pas facilement transmissibles par inoculation de sève. Pour le MRFV (Maize rayado fino virus), l'OBDV (Oat blue dwarf virus) et le BELV (Bermuda grass etched-line virus), la transmission se fait par des cicadelles selon un mode persistant propagatif, c'est-à-dire que la réplication du virus se produit dans l'organisme de l'insecte vecteur. 
Les insectes vecteurs sont souvent spécifiques d'une espèce de virus. Par exemple le MRFV est transmis par des insectes du genre Dalbulus, l'OBDV par le genre Macrosteles et le BELV par le genre Aconurella. Aucun de ces virus n'est transmis par les graines. 

## Structure
Les virions sont des particules non-enveloppées de forme parasphérique, à symétrie icosaédrique (T=3) d'environ 30 nm de diamètre.
Le génome, monopartite (non segmenté), est constitué d'un ARN à simple brin de polarité positive, linéaire, riche en C, dont la taille est d'environ 6 à 7 kb. Il n-y a pas de protéine VPg (en) à l'extrémité 5'. Certaines espèces ont une queue polyA à l'extrémité 3'.

## Liste des espèces
Selon NCBI (21 janvier 2021) :
- Bermuda grass etched-line virus (BELV)
- Blackberry virus S (BlV-S)
- Citrus sudden death-associated virus  (CSDaV)
- Grapevine Syrah virus 1 (GSyV-1)
- Grapevine asteroid mosaic associated virus (GAMaV)
- Maize rayado fino virus (MRFV)
- Nectarine marafivirus M (NeV-M)
- Oat blue dwarf virus (OBDV)
- Olive latent virus 3 (OLV-3)
- Peach marafivirus D (PeV-D)
- non-classés 
  - Alfalfa virus F
  - Blackberry marafivirus A
  - Camellia-associated marafivirus
  - Davidia involucrata marafivirus 1
  - Davidia involucrata marafivirus 2
  - Grapevine rupestris vein feathering virus
  - Grapevine virus Q
  - Medicago sativa marafivirus 1
  - Sorghum bicolor marafivirus
  - Switchgrass mosaic virus